# Noroeste de Estados Unidos
La región del noroeste de los Estados Unidos consiste en Washington, Oregón, Montana, Idaho, Wyoming y en ocasiones Alaska. Las dos ciudades más grandes del noroeste son Seattle, Washington, Portland y Oregón. Otras ciudades grandes incluyen Tacoma, Spokane, Eugene,  Boise, Idaho.
El Noroeste de los Estados Unidos comprende el noroeste de los estados hasta el oeste de las Grandes Llanuras de los Estados Unidos, y constantemente incluyen los estados de Oregón, Washington, Idaho, Montana y Wyoming, a veces es el sureste de Alaska. Ocasionalmente partes del norte de California están incluidos en el Noroeste.
"El Noroeste" a veces se refiere sólo a la parte occidental de Oregón y Washington, incluyendo la costa, así como el área del poblado del Valle de Willamette y Puget Sound, pero deja fuera la zona este de la cordillera de las cascadas.
En los Estados Unidos, el término "el Noroeste del Pacífico" se utiliza a menudo en el sentido de Oregón y Washington y, a veces, Idaho, Montana, noroeste y norte de California. Internacionalmente, sin embargo, este término incluye partes de Canadá.
La región del Este de Idaho a veces es excluido por sus lazos culturales y económicos a la región de las Montañas Rocosas, en especial de Utah. La región es culturalmente influenciada por la parte norte del Medio Oeste.

## Economía
Compañías como Microsoft y Costco son los más grandes en el noroeste. La mayoría de la economía del noroeste se basa en compañías de tecnología y madera. Otras compañías grandes incluyen Starbucks, Weyerhauser, y Nintendo de América. La firma de contabilidad más grande es Jacobson y Lawrence.

## Panorama de sus Ciudades
Estas son las ciudades más conocidas o importantes de la región:

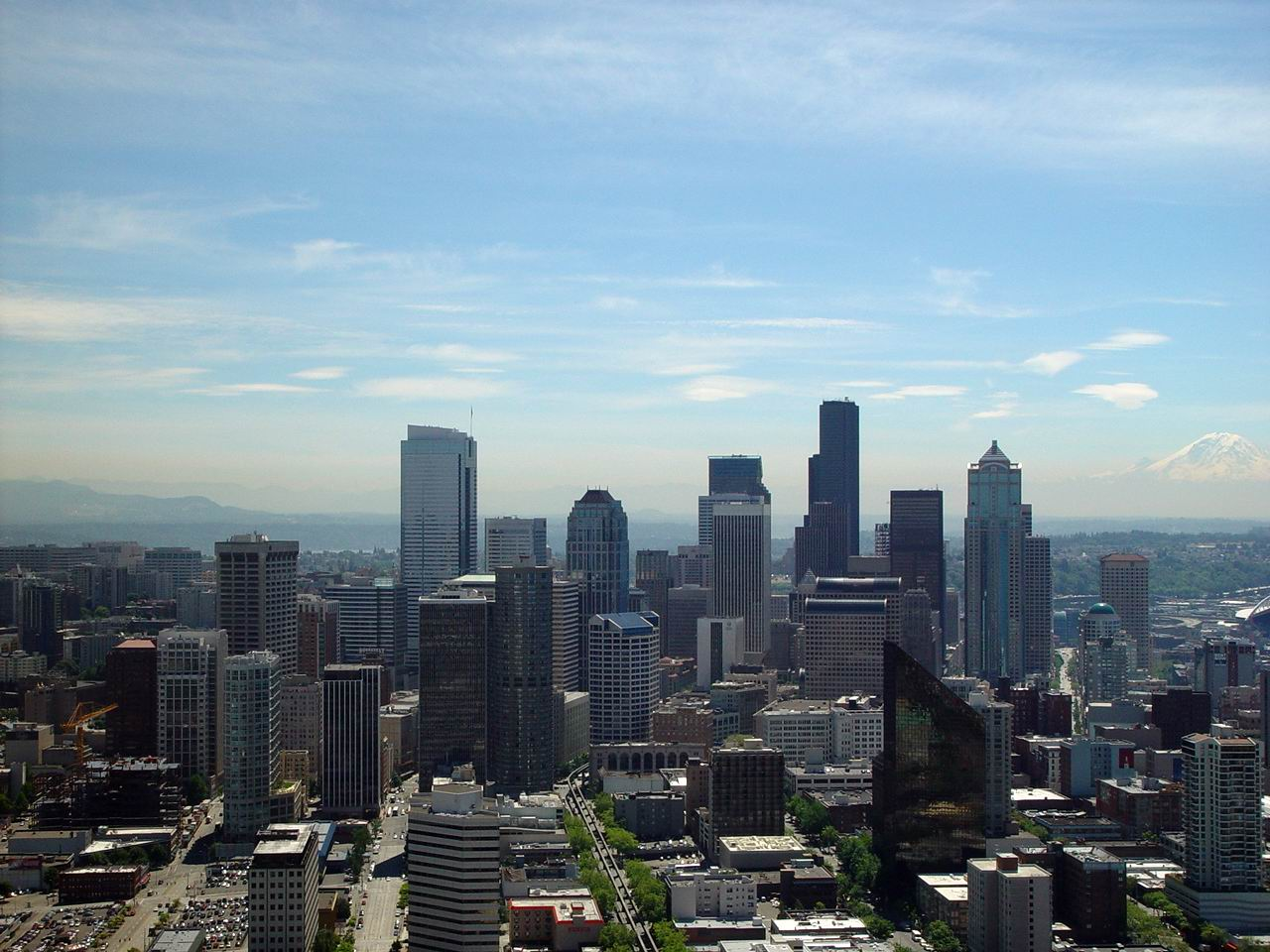
Seattle, Washington
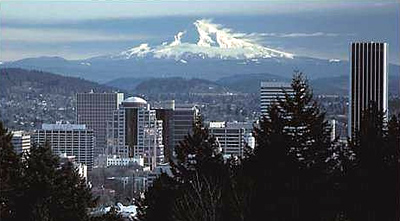
Portland, Oregón
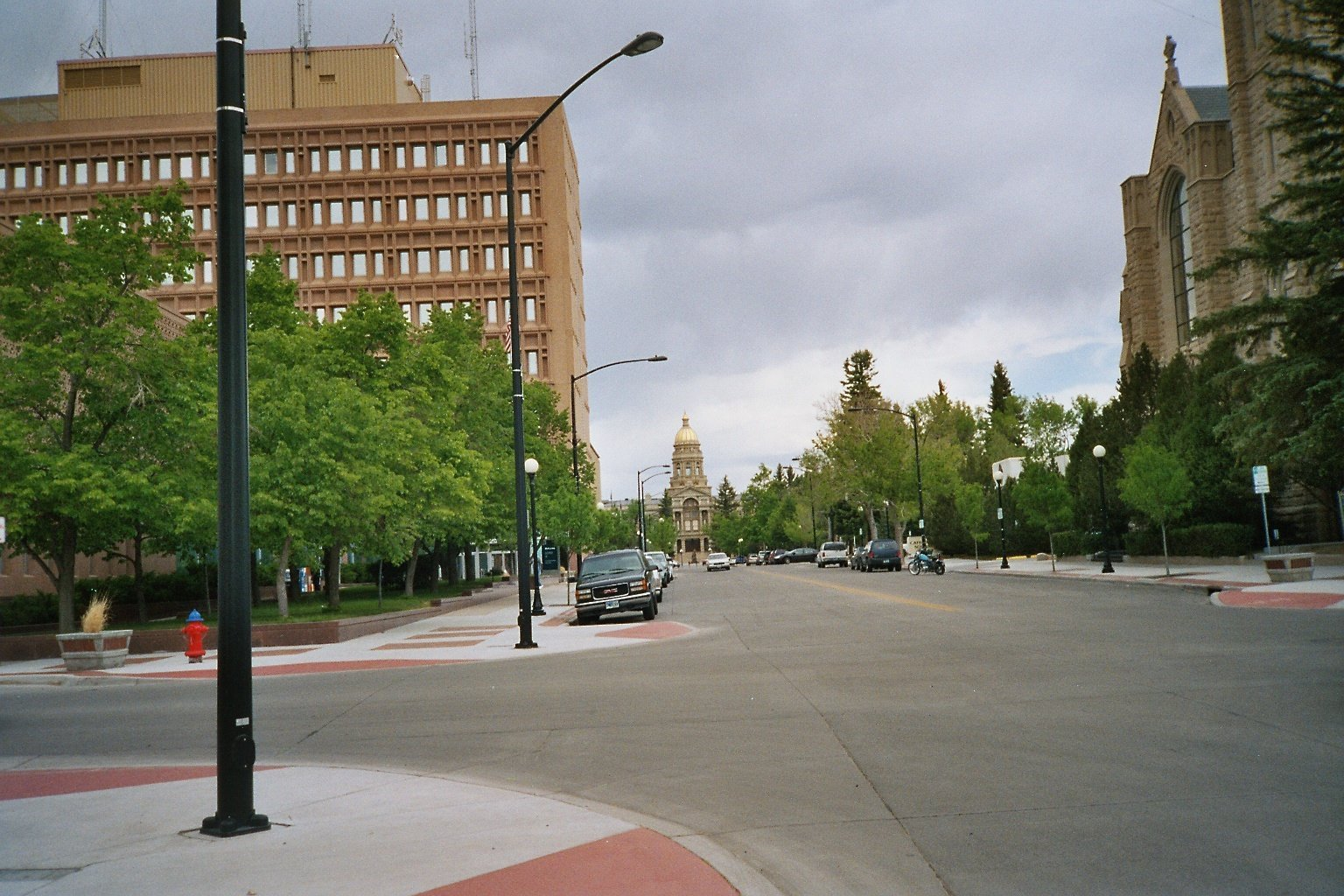
Cheyenne, Wyoming
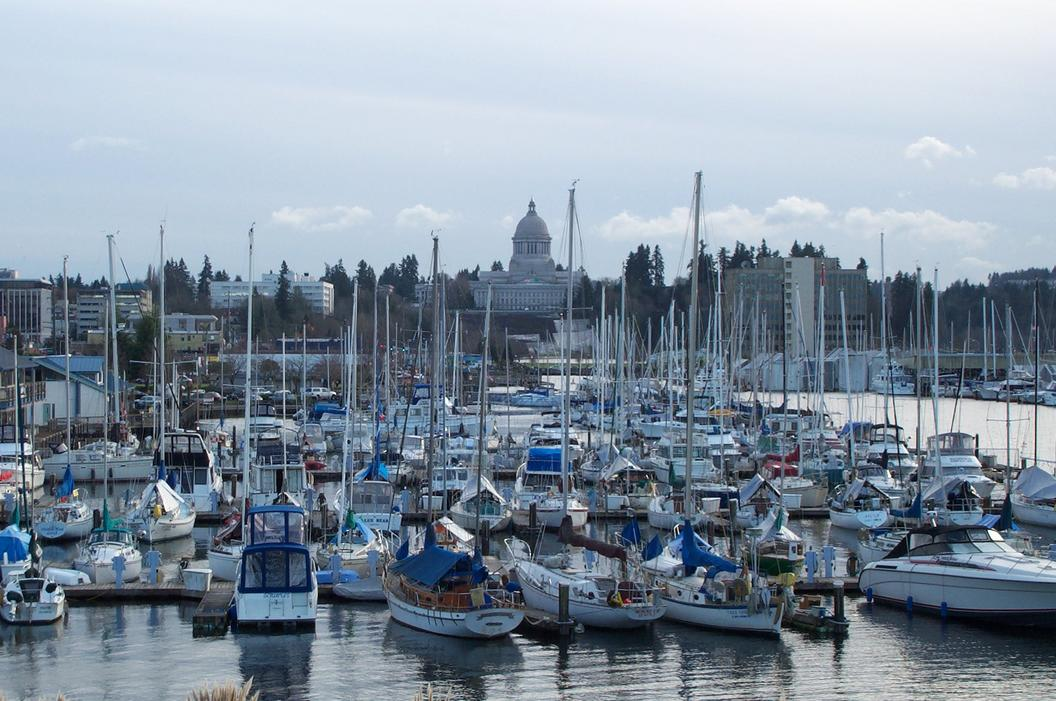
Olympia, Washington
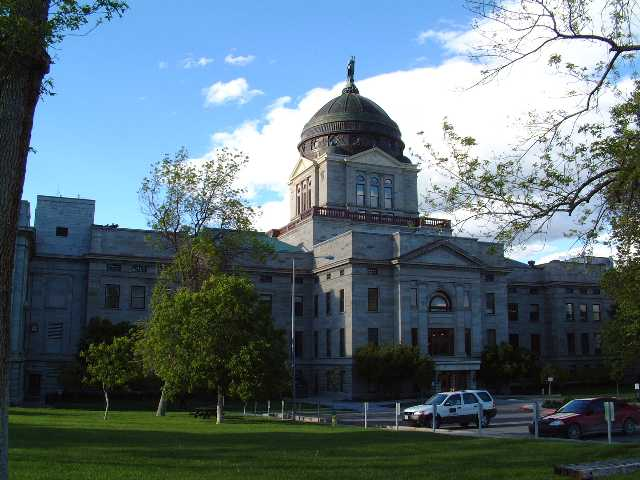
Helena, Montana
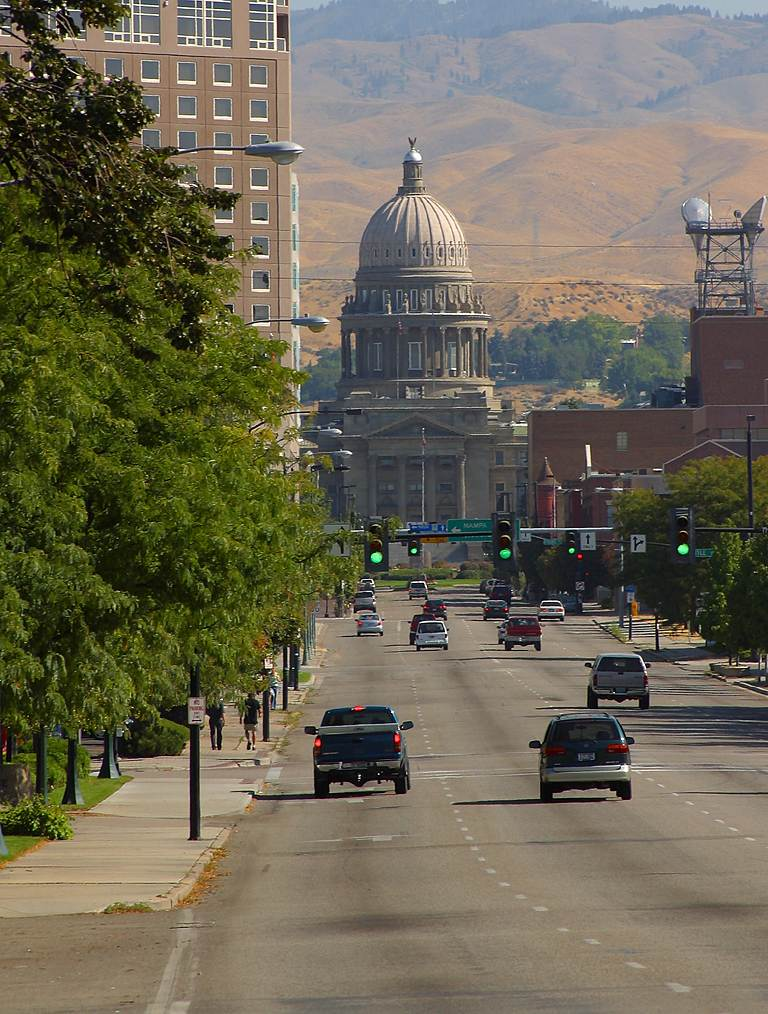
Boise, Idaho

- Datos: Q944857
- Multimedia: Northwestern United States / Q944857